# Godsstråket genom Skåne
Godsstråket genom Skåne är Trafikverkets samlande namn på den järnväg som går mellan Ängelholm via Arlöv till Malmö godsbangård, och därifrån vidare till Trelleborg. Delsträckan Åstorp–Teckomatorp går under namnet Söderåsbanan, medan Kävlinge–Arlöv kallas för Lommabanan och Malmö–Trelleborg för Kontinentalbanan eller Trelleborgsbanan.
I norr ansluter banan till Västkustbanan, dit delen norr om Arlöv tidigare räknades. Den delsträckan var relativt måttligt utnyttjad i väntan på Hallandsåstunneln som invigdes i december 2015. Banan används nu för att avleda godstrafik förbi Västkustbanans kustnära och helt persontågsanpassade sträckning. Tidigare gick godstrafiken på Markarydsbanan till Hässleholm och därifrån mot Malmö på den tungt belastade Södra stambanan. 
Skånetrafiken planerar för en utökad Pågatågtrafik längs större delen av banan. Trafiken till Trelleborg inleddes i december 2015 och den 9 december 2018 började pågatågen att gå mellan stationerna Östervärn, Rosengård, Persborg, Svågertorp och Hyllie på sin färd mellan Malmö C och Triangeln. Efter upprustning av Söderåsbanan återupptogs lokaltrafiken Åstorp–Teckomatorp–Kävlinge–Lund–Malmö från december 2021 med nybyggda hållplatser i Billesholm, Kågeröd och Svalöv.

## Historia

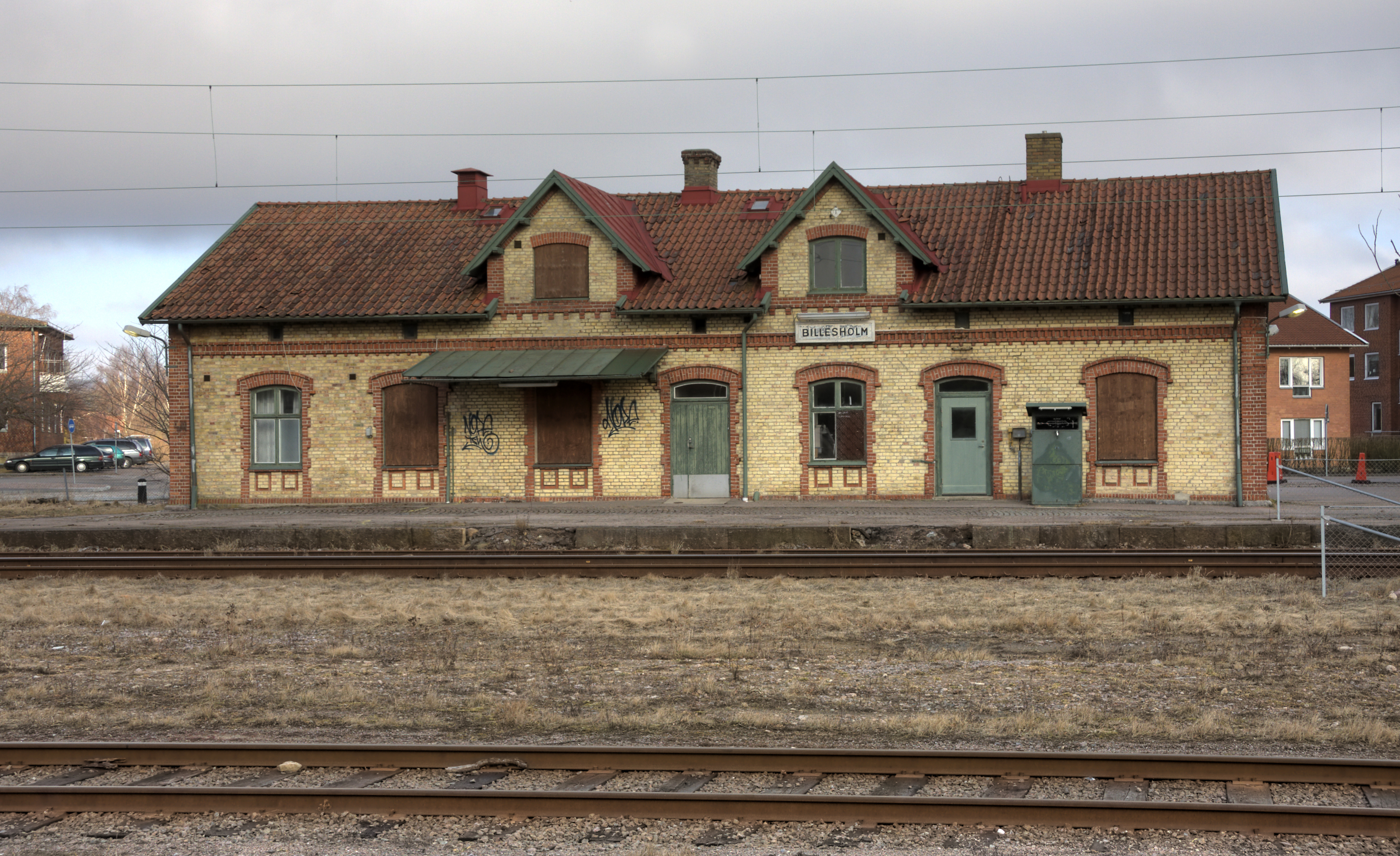
Stationshuset i Billesholm.

Banans norra del byggdes av två enskilda järnvägsföretag. Landskrona–Ängelholms Järnväg (LEJ) öppnades i sin huvuddel 1876 och motiverades dels av Landskronas intressen att nå de skånska stenkolsfälten runt Söderåsen och Billesholm samt Ängelholms önskan av förbindelse med det framväxande järnvägsnätet. Malmö–Billesholms Järnväg (MBJ) öppnade 1886 efter intensivt byggande och motiverades av Malmös önskan av att inte stå utan direkt anslutning till den allt mer aktuella Västkustbanan mellan Göteborg och Skåne, man tvingades dock avstå från den närmaste vägen för att underlätta anslutning till Lund–Kävlinge Järnväg som byggdes vid samma tid.
När kedjan av enskilda järnvägar mellan Helsingborg och Göteborg började bli färdig, började det talas om fusionering av de ingående bolagen för åstadkomma en enda Västkustbana Göteborg–Helsingborg som fortsättning på Bergslagernas Järnväg och dess dotterbana från Norge. Betydelsen av järnvägen var dock så stor att staten intervenerade och istället löste in bolagen för att bilda Västkustbanan år 1896. Staten löste samtidigt in MBJ och LEJ, där den senares sträckning norr om Billesholm var av intresse. Statens Västkustbanan fick därmed två sträckningar genom Skåne söder om Ängelholm, en mot Helsingborg och en mot Malmö. Det som senare blev Godsstråket elektrifierades 1933–1934 och bar i sin sträckning huvuddelen av den långväga persontrafiken mot Malmö fram tills 1948 års elektrifiering av järnvägen mellan Kävlinge och Lund, då den sträckan infogades som en tredje gren på Västkustbanan och persontåget fick gå den vägen istället. 
Västkustbanan började under 1980-talet att byggas ut till en modern dubbelspårig järnväg och som en del i detta planerades en i stora delar ny bana mellan Västkustbanans grenar Ängelholm–Helsingborg och Lund–Kävlinge via Landskrona inklusive tunnel under Helsingborg. Tunneln under Helsingborg ihop med den nya stationen Knutpunkten invigdes 1991 och även om det kom att dröja fram till 2001 innan den nya banan Helsingborg–Landskrona–Kävlinge blev klar, rationaliserade man direkt trafiken genom att låta alla persontåg gå via Helsingborg (mellan 1991 och 2001 gick tågen via Rååbanan till Eslöv på Södra stambanan för vidare färd mot Lund och Malmö).
Av de persontågsbefriade delarna av Västkustbanan genom Skåne bildades därmed Godsstråket genom Skåne. Stråket är nu tänkt att fungera som godsbana då farligt gods inte får gå genom tunneln i Helsingborg, samt att lutningarna där och på den nya dubbelspårssträckningen mellan Landskrona och Helsingborg inte är dimensionerade för tunga godståg utan för lätta och snabba persontåg.
Banans södra del är Kontinentalbanan, Trelleborgsbanan eller ursprungligen Malmö–Kontinentens Järnväg (MKontJ) som byggdes, till stora delar med pengar Malmö stad fick vid statens inlösen av MBJ, för att ansluta till den reguljära tågfärjeförbindelse som skulle införas mellan Trelleborg och Sassnitz. För att möta konkurrensen från dels Lund–Trelleborgs Järnväg och dels Malmö–Trelleborgs Järnväg som redan fanns i korridoren byggdes den med osedvanligt hög standard och var när den öppnades för allmän trafik 1898 den bana i riket som tillät högst hastighet (90 km/h). Banan förstatligades 1909 och såg sitt första ellok året 1933.
För sträckan som Trafikverket kallar Trelleborgsbanan genomfördes en upprustning 2011–2015 där pågatågsstationer byggdes i Trelleborg, Östra Grevie och Västra Ingelstad, nytt mötesspår i Östra Grevie och de befintliga mötesspåren i Västra Ingelstad och Skytts Vemmerlöv förlängdes.

## Trafik
Hela sträckan Ängelholm–Trelleborg trafikeras av godståg. Skånetrafiken körde Pågatåg mellan Lund och Helsingborg via Kävlinge–Teckomatorp, men trafiken flyttades till Marieholmsbanan när den öppnade december 2016. Det gick även reguljär persontrafik Malmö–Fosieby (det vill säga på Kontinentalbanan genom östra Malmö) och vidare till Lockarp där Öresundsbanan och Ystadbanan ansluter. Denna trafik upphörde efter invigningen av Citytunneln under Malmö december 2010 och "shunten" (ett planskilt anslutnings- och triangelspår) vid Lockarp augusti 2011 men återuppstod i form av pågatågstrafik (Malmöringen) 2018. Persontågstrafiken till Trelleborg startade vid tidtabellsskiftet 13 december 2015. På sommaren går Berlin Night Express, nattåget mellan Malmö och Berlin, längs hela Kontinentalbanan.
Finansiering för Lommabanan säkrades också och den första delen togs i drift i december 2020. Att öppna denna sträcka för persontrafik har varit en process som pågått i många år. Plattformar för resandeutbyte har byggts i Furulund och Lomma till trafikstarten 2020. Sedan stationen i Lomma öppnade 2020 är restiden från Malmö C ca 7 minuter, jämfört med restiden med buss som är ca 25 minuter.
Projektet med persontrafik på Söderåsbanan har inneburit byggnad av plattformar 2019 för Pågatåg i Billesholm, Kågeröd, Svalöv och Teckomatorp. Persontrafiken med uppehåll på nyss nämnda stationer, undantaget Teckomatorp som redan hade persontrafik, upptogs i december 2021.

## Framtid
Tidigare diskussioner har rört en station i Flädie, med dess närhet till Bjärred, Alnarp med lantbruksuniversitetet och Rinnebäck i Arlöv. I Flädie förlängdes utredningen om stationens placering och den kunde således inte öppnas 2020 utan ingår liksom stationen i Alnarp i etapp 2 som beräknades vara klar 2025. 
I Alnarp såg det tidigare ut att kunna bli en station till trafikstarten, men Akademiska Hus vägrade godkänna det framförhandlade upplägget för finansiering. Stationen i Rinnebäck i Arlövs samhälle har skjutits upp på obestämd tid.[källa behövs] Lomma kommun räknar idag (2025) med hållplatser i Alnarp och Flädie från december 2027.

## Trafikplatser
- Arlövs station, anslutande linjer mot Malmö och Lund (Södra stambanan)
- Arlövs industrispår, linjeplats
- Alnarps station (från 2027)
- Lomma station
- Flädie station (från 2027)
- Kävlinge station, anslutande linjer mot Landskrona och Lund (Västkustbanan), resandeutbyte
- Teckomatorps station, anslutande linjer mot Helsingborg och Eslöv (Rååbanan), resandeutbyte
- Kågeröds station
- Billesholms station
- Svalövs station
- Åstorps station, anslutande linjer mot Klippan, Kattarp och Helsingborg (Skånebanan), resandeutbyte
- Ängelholms station, anslutande linjer mot Båstad och Helsingborg (Västkustbanan), resandeutbyte